# Кленовая пальма
Кленовая пальма (англ. Maple Palm) — американский романтический драматический фильм 2006 года режиссёра Ральфа Торджана.

## Описание
В центре внимания фильма «Кленовая пальма» — лесбийская пара: Николь (Дебора Стюарт) и Эми (Андреа Карвахаль), которые живут вместе уже пятнадцать лет. Николь — нелегальная иммигрантка из Канады, которая не имеет никакой защиты со стороны закона, поскольку однополые браки не признаются в Соединённых Штатах.

## В ролях
- Дебора Стюарт — Николь
- Теймур Гази — Глен
- Андреа Карвахаль — Эми
- Роберт Фельдман — Билли
- Линда Лефевр — Мама

## Критика
Кевин Томас из Los Angeles Times был тронут убеждённостью, с которой актёры отдались проекту, и посчитал, что сюжетная линия имеет потенциал, но отметил, что режиссёру следовало бы действовать более мягко, чтобы усилить правдоподобие и угрозу. Эрнест Харди из LA Weekly посчитал, что режиссёр взял важную политическую и социальную проблему и свёл её к бесстыдной манипуляции эмоциями зрителя.